# Julián Speroni
Julián Maria Speroni (Buenos Aires, Argentína, 1979. május 18. –) argentin labdarúgókapus.

## Pályafutása

### Dundee
Speroni Argentínában, Platensében kezdte profi pályafutását, de 2001-ben, mindössze két mérkőzés után a skót Dundee-hoz igazolt. Az átigazolás hivatalossá válására két hónapot kellett várni, amíg a játékos megkapta olasz útlevelét.

### Crystal Palace
2004. július 13-án a Premier League-be frissen feljutott Crystal Palace 750 ezer fontért leigazolta Speronit. Hazai bemutatkozó mérkőzésén, az Everton ellen 1–0-s vezetésnél elkövetett egy súlyos hibát, egy egyszerűnek tűnő hazaadás után buktatta az ellenfél csatárát, Kevin Campbellt, ami után büntetőt ítélt a játékvezető. Thomas Gravesen belőtte a tizenegyest, a Palace pedig végül 3–1-re kikapott. Mindössze az első hat meccsen kapott kezdőként lehetőséget a bajnokságban, mielőtt gyenge teljesítménye miatt Király Gábor átvette volna a helyét a kapuban.
Első három szezonjában csak második számú kapus volt Király mögött, mielőtt a magyar hálóőr a 2006–07-es szezon végén távozott volna. Ezután Speroni visszaszerezte helyét a csapatban és jó teljesítményt nyújtott. Nagy szerepe volt abban, hogy csapata a következő idényben bejutott a rájátszásba. Az idény végén megválasztották a csapat legjobbjának és egy új, hároméves szerződést is kapott a klubtól. A 2009–10-es évadban ismét felhívta magára a figyelmet jó teljesítményével. Csapata csődeljárás alá került, ami miatt tíz pontot levontak tőle, de Speroni védéseinek is köszönhetően végül bennmaradt a másodosztályban. Az argentin kapus sorozatban harmadszor is elnyerte az év legjobbjának járó elismerést a Palace-nál. 2010. december 10-én új, három és fél évre szóló szerződést írt alá.
A 2013–14-es szezon végén, immár ismét a Premier League-ben játszva, Speronit negyedszer is megválasztották az év játékosának. 2014 elején lejárt a szerződése a Crystal Palace-szal, a Sunderlanddel és a West Bromwich Albionnal is tárgyalt, mielőtt egy évre ismét aláírt volna a Palace-hoz, plusz egyéves hosszabbítási lehetőséggel.
2015. február 21-én, az Arsenal ellen lejátszotta 347. bajnokiját a londoni csapat színeiben, ezzel megdöntve John Jackson pályára lépési rekordját. Május 26-án a Palace több, mint tízéves szolgálata elismeréseként gálameccset rendezett a tiszteletére, korábbi csapata, a Dundee ellen. 2015 márciusában, még a gálameccs előtt bekerült a hírességek csarnokába a Dundee-nál, csakúgy, mint korábban honfitársa, Claudio Caniggia.
2015. május 22-én újabb egy évvel meghosszabbította szerződését csapatával. A szezonban mindössze a 3. számú hálóőrnek számított Wayne Hennessey és Alex McCarthy mögött, de 2 bajnokin így is szerephez jutott. 2016. június 13-án ismét további egy évet hosszabbított a 2016–17-es évad végéig. 2017. október 14-én ismét a klub kezdőcsapatába nevezték a bajnok Chelsea csapata ellen, amely találkozón 2–1-re győzelmet arattak.
2019 májusában bejelentették, hogy az argentin kapus a 2018–19-es idény után elhagyja a Crystal Palace-t, ahol 15 évig játszott. Összesen 405 találkozót teljesített az egyesület mezében, amellyel a londoni klub örökranglistáján a lejátszott mérkőzések tekintetében jelenleg a 4. helyen áll, kapusként pedig ő védte legtöbbször a "Sasok" kapuját.

### A válogatottban
Speroni egy mérkőzésen kapott lehetőséget az U20-as argentin válogatottban, 1998-ban. Az 1999-es U20-as dél-amerikai bajnokságra készülő keretbe is volt esélye bekerülni, de José Pékerman végül nem hívta meg a tornára.

## Statisztikái

### Klubokban
Forrás:
| Klub             | Szezon           | Liga                | Liga  | Liga | Kupa  | Kupa | Ligakupa | Ligakupa | Egyéb | Egyéb | Összesen | Összesen |
| Klub             | Szezon           | Bajnokság           | Mérk. | Gól  | Mérk. | Gól  | Mérk.    | Gól      | Mérk. | Gól   | Mérk.    | Gól      |
| ---------------- | ---------------- | ------------------- | ----- | ---- | ----- | ---- | -------- | -------- | ----- | ----- | -------- | -------- |
| Platense         | 2000–01          | Primera B Nacional  | 2     | 0    | 0     | 0    | 0        | 0        | 0     | 0     | 2        | 0        |
| Platense         | Összesen         | Összesen            | 2     | 0    | 0     | 0    | 0        | 0        | 0     | 0     | 2        | 0        |
| Dundee           | 2001–02          | Skót Premier League | 17    | 0    | 4     | 0    | 0        | 0        | 0     | 0     | 21       | 0        |
| Dundee           | 2002–03          | Skót Premier League | 38    | 0    | 6     | 0    | 2        | 0        | 0     | 0     | 46       | 0        |
| Dundee           | 2003–04          | Skót Premier League | 37    | 0    | 2     | 0    | 3        | 0        | 4     | 0     | 46       | 0        |
| Dundee           | Összesen         | Összesen            | 92    | 0    | 12    | 0    | 5        | 0        | 4     | 0     | 113      | 0        |
| Crystal Palace   | 2004–05          | Premier League      | 6     | 0    | 0     | 0    | 2        | 0        | 0     | 0     | 8        | 0        |
| Crystal Palace   | 2005–06          | Championship        | 4     | 0    | 0     | 0    | 4        | 0        | 0     | 0     | 8        | 0        |
| Crystal Palace   | 2006–07          | Championship        | 5     | 0    | 0     | 0    | 0        | 0        | 0     | 0     | 5        | 0        |
| Crystal Palace   | 2007–08          | Championship        | 46    | 0    | 0     | 0    | 0        | 0        | 2     | 0     | 48       | 0        |
| Crystal Palace   | 2008–09          | Championship        | 45    | 0    | 3     | 0    | 0        | 0        | 0     | 0     | 48       | 0        |
| Crystal Palace   | 2009–10          | Championship        | 45    | 0    | 5     | 0    | 2        | 0        | 0     | 0     | 52       | 0        |
| Crystal Palace   | 2010–11          | Championship        | 45    | 0    | 1     | 0    | 2        | 0        | 0     | 0     | 48       | 0        |
| Crystal Palace   | 2011–12          | Championship        | 42    | 0    | 0     | 0    | 2        | 0        | 0     | 0     | 44       | 0        |
| Crystal Palace   | 2012–13          | Championship        | 46    | 0    | 0     | 0    | 0        | 0        | 3     | 0     | 49       | 0        |
| Crystal Palace   | 2013–14          | Premier League      | 37    | 0    | 2     | 0    | 0        | 0        | 0     | 0     | 39       | 0        |
| Crystal Palace   | 2014–15          | Premier League      | 36    | 0    | 1     | 0    | 0        | 0        | 0     | 0     | 37       | 0        |
| Crystal Palace   | 2015–16          | Premier League      | 2     | 0    | 0     | 0    | 0        | 0        | 0     | 0     | 2        | 0        |
| Crystal Palace   | 2016–17          | Premier League      | 0     | 0    | 2     | 0    | 0        | 0        | 0     | 0     | 2        | 0        |
| Crystal Palace   | 2017–18          | Premier League      | 11    | 0    | 0     | 0    | 2        | 0        | 0     | 0     | 13       | 0        |
| Crystal Palace   | 2018–19          | Premier League      | 1     | 0    | 1     | 0    | 0        | 0        | 0     | 0     | 2        | 0        |
| Crystal Palace   | Összesen         | Összesen            | 371   | 0    | 15    | 0    | 14       | 0        | 5     | 0     | 405      | 0        |
| Karrier összesen | Karrier összesen | Karrier összesen    | 465   | 0    | 27    | 0    | 19       | 0        | 9     | 0     | 520      | 0        |

### A válogatottban
| Nemzet        | Év       | Mérkőzés | Gól |
| ------------- | -------- | -------- | --- |
| Argentína U20 |          |          |     |
| 1998          | 1        | 0        |     |
| Összesen      | Összesen | 1        | 0   |

## Sikerei, díjai

### Klubokban

#### Crystal Palace
- Angol másodosztály rájátszás győztes: 2012–13
- Angol kupa döntős: 2015–16

### Egyéni
- Crystal Palace az év játékosa: 2007–08. 2008–09, 2009–10, 2013–14[21]

## Magánélete
Speroni olasz útlevéllel is rendelkezik, mivel apai nagyapja olasz volt. Van egy Speroni's nevű étterme London Purley nevű kerületében. Tagja a CSW keresztény szervezetnek, mely a vallásszabadságért és az emberi jogokért küzd.